# Phaonia klinostoichas
Phaonia klinostoichas är en tvåvingeart som beskrevs av Xue, Tong och Wang 2008. Phaonia klinostoichas ingår i släktet Phaonia och familjen husflugor.
Artens utbredningsområde är Sichuan (Kina). Inga underarter finns listade i Catalogue of Life.